# Yuty (cratère)
Pour les articles homonymes, voir Yuty.
Le cratère Yuty se trouve sur la Chryse Planitia, sur Mars. 
Le cratère a un diamètre d'environ 19 km, et est entourés d'éjecta, une de ces couronnes d'éjecta recouvrent un cratère plus ancien.
Plusieurs cratères à l'équateur ou aux latitudes moyennes sur Mars ont cette forme d'éjecta en couronne, qui est probablement dus à la présence de glace d'eau sous la surface. L'eau liquide éjectée avec les autres objets pourrait s'envoler puis former cette couronne en retombant.